# Nowizna Strzeszkowska
Nowizna Strzeszkowska – kolonia wsi Olbrachcice w Polsce, położona w województwie świętokrzyskim, w powiecie jędrzejowskim, w gminie Wodzisław.
W latach 1975–1998 kolonia należała administracyjnie do województwa kieleckiego.